# Ciberfobia

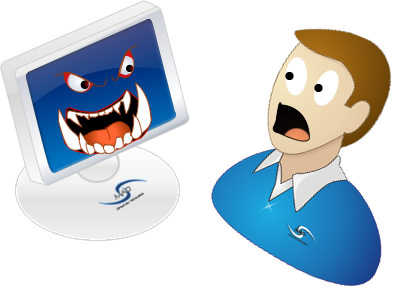
Los ciberfóbicos tienen aversión hacia los ordenadores y la informática en general.

La ciberfobia (gr.kiber. piloto, y gr. phobia, temor)  hace referencia al miedo o aversión irracional que sienten algunas personas provocado por los ordenadores, el acto de trabajar con ellos y el contacto con la informática en general.
Se puede asemejar a la tecnofobia; no obstante, este último término va más orientado a las últimas tecnologías.
Algunas reacciones típicas de las personas que sienten esta aversión se caracterizan por el rechazo de estas herramientas para la elaboración de sus tareas diarias.
- Datos: Q5197828